# Applied Clay Science
Applied Clay Science is een internationaal, aan collegiale toetsing onderworpen wetenschappelijk tijdschrift over de
fysische chemie,
materiaalkunde en
mineralogie van klei.
De naam wordt in literatuurverwijzingen meestal afgekort tot Appl. Clay Sci.
Het wordt uitgegeven door Elsevier.
Het eerste nummer verscheen in 1985.